# Climaco Cañarte
Climaco Cañarte (Guayaquil, Ecuador; 5 de febrero de 1936) es un exfutbolista de Ecuador que jugaba en la posición de delantero. Es hermano del también futbolista Simón Cañarte.

## Carrera

### Club
Jugó toda su carrera con el Barcelona SC de 1952 a 1967, equipo con el que fue campeón nacional en tres ocasiones además de cinco títulos regionales.

### Selección nacional
Jugó para Ecuador en 20 ocasiones de 1955 a 1966 y anotó un gol en la Copa América 1959 de Ecuador. Participó en cinco ediciones de la Copa América.

## Logros
- Serie A de Ecuador (3): 1960, 1963, 1966
- Campeonato de Fútbol del Guayas (5): 1955, 1961, 1963, 1965, 1967